# Alphonse Kirchhoffer
Simon Alphonse Kirchhoffer (Párizs, 1873. december 19. – Párizs, 1913. június 30.) olimpiai ezüstérmes francia vívómester.
A második nyári olimpián, az 1900. évi nyári olimpiai játékokon, Párizsban indult vívásban, egy versenyszámban: tőrvívásban, mely csak vívómestereknek volt kiírva, ezüstérmes lett.